# Thomas Francis Bayard
Thomas Francis Bayard (ur. 29 października 1828 w Wilmington, zm. 29 września 1889 w Dedham, w stanie Massachusetts) były amerykański prawnik i polityk Partii Demokratycznej pochodzący z Wilmington, w stanie Delaware. Był sekretarzem stanu, senatorem ze stanu Delaware i ambasadorem Stanów Zjednoczonych w Wielkiej Brytanii.

## Życiorys
Urodził się w Wilmington w stanie Delaware. Był synem senatora Jamesa A. Bayarda, Juniora i Nancy Bassett Bayard. Jego ojciec był członkiem Partii Federalnej i kongresmenem z ramienia partii ze stanu Delaware. Bayard studiował prawo i został przyjęty do adwokatury w 1851 roku i pracował jako asystent swojego ojca. Pełnił funkcję prokuratora okręgowego w Delaware od 1853 do 1854, a następnie praktykował prawo w Filadelfii ze swoim przyjacielem, Williamem Shippenem. Następnie wrócił na stałe na praktyki do ojca w Wilmington. W 1856 ożenił się Bayard Louise Lee. Pod koniec 1868 został wybrany w wyborach do senatu. Funkcję senatora sprawował od 4 marca 1869 do 6 marca 1885. Podczas pracy senatorskiej był między innymi przewodniczącym Komisji Finansów, członkiem komisji wymiaru sprawiedliwości, Komisji rachunkowości, Komitetu do spraw roszczeń gruntów prywatnych, biblioteki kongresowej oraz Komitetu w sprawie zmiany prawa. Podczas urzędowania jako senator, był również członkiem komisji wyborczej, która zdecydowała o wyniku wyborów prezydenckich w 1876 roku na korzyść republikanina Rutherforda B. Hayesa. Jako demokrata, Bayard głosował przeciwko kandydaturze Hayesa. Bayard był kandydatem partii w wyborach prezydenckich 1876. Walkę o urząd przegrał zdobywając jedynie 185 głosów elektorskich. W kolejnych wyborach prezydenckich był tylko jednym z wielu potencjalnych kandydatów i nie uzyskał nominacji do walki o Biały Dom. 7 marca 1885 roku z nominacji prezydenta USA Grovera Clevelanda został sekretarzem stanu. Do jego najważniejszych osiągnięć należało wynegocjowanie traktatu o rybołówstwie i rozdzielenie praw połowowych między USA i Kanadą na północnym Atlantyku. W 1893 roku został ambasadorem USA zw Wielkiej Brytanii. Funkcję tę sprawował do 1897 roku.
Po odejściu na emeryturę zamieszkał w Dedham w stanie Massachusetts, gdzie zmarł 29 września 1889 roku. Został pochowany w Wilmington.